# Mertens watervaraan
Mertens watervaraan (Varanus mertensi) is een hagedis uit de familie varanen (Varanidae).

## Naam en indeling
De wetenschappelijke naam van de soort werd voor het eerst voorgesteld door Ludwig Glauert in 1951. Later werd de naam Varanus bulliwallah gebruikt. De soortnaam mertensi is een eerbetoon aan de Duitse bioloog Robert Friedrich Wilhelm Mertens (1894 - 1975).

## Uiterlijke kenmerken
De varaan kan een lichaamslengte bereiken van ongeveer 1,30 meter inclusief staart. Het is hiermee een van de kleinere soorten varanen. De lichaamskleur is grijs tot donkerbruin met een patroon van vele kleine lichtere tot witgele vlekjes. De onderzijde is witgeel van kleur. Het lichaam van de varaan is uitstekend aangepast aan de natuurlijke leefomgeving. De staart bijvoorbeeld is een sterk zijwaarts afgeplatte vorm, wat het zwemmen vergemakkelijkt.
Ook andere lichaamsdelen zijn aangepast op de levenswijze in een waterrijke omgeving, zo zijn de neusgaten aan de bovenzijde van de snuit geplaatst. De varaan kan hierdoor ademhalen terwijl het gehele lichaam en het grootste deel van de kop zich onder water bevinden. De neusgaten zijn voorzien van een soort terugslagklepje zodat er geen water in de luchtpijp kan komen.

## Verspreiding en habitat
De varaan leeft endemisch in het noorden van Australië en komt voor in de staten Queensland, Noordelijk Territorium en West-Australië. De habitat bestaat uit streken met een hoge luchtvochtigheid en altijd in de buurt van water. De varaan wordt meestal gevonden op stenen, rotsen en overhangende takken naast of boven het water. Het kan dan gaan om rivieren, meren, lagunen, kreken en watervallen. De varaan kan goed zwemmen en bij verstoring duikt de hagedis snel het water in en houdt zich hier enige tijd schuil.

## Beschermingsstatus
Door de internationale natuurbeschermingsorganisatie IUCN is de beschermingsstatus 'bedreigd' toegewezen (Endangered of EN).

## Levenswijze

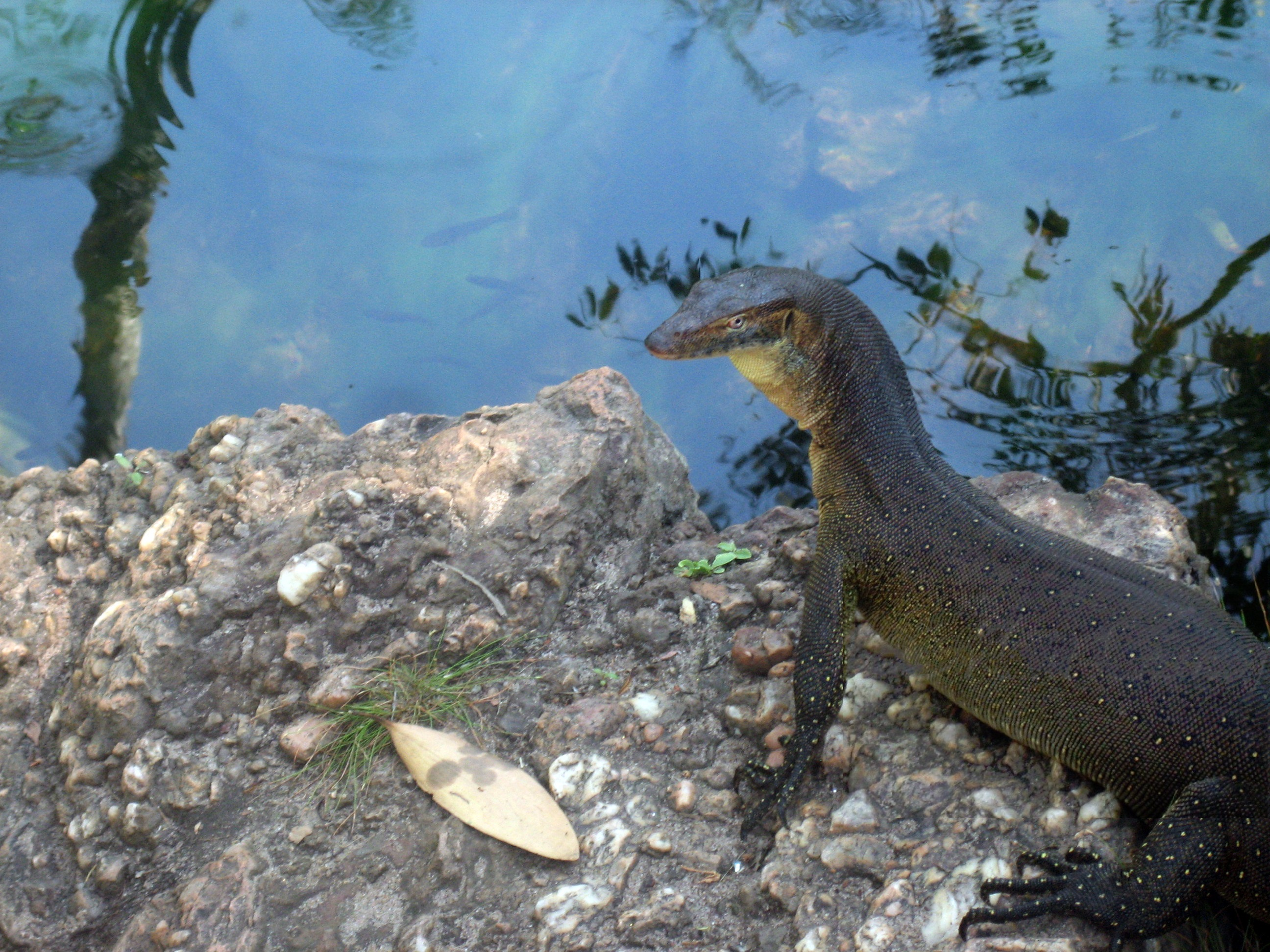
Mertens watervaraan in Nationaal park Kakadu, Noordelijk Territorium. De varaan leeft langs de oevers van rivieren, op de achtergrond zijn vissen te zien die een belangrijke voedselbron vormen.

Mertens watervaraan is een opportunistische jager die in het water en langs de oevers actief foerageert. Het voedsel bestaat voornamelijk uit waterdieren zoals krabben, vissen en kikkers maar ook wel kleine zoogdieren, vogels en ongewervelden zoals insecten. Daarnaast wordt ook wel aas gegeten en worden eieren van vogels en reptielen buitgemaakt. Een bedreiging is de in Australië geïntroduceerde reuzenpad (Rhinella marina), die zeer giftig is en eigenlijk niet in Australië thuishoort. De varaan ziet de pad aan voor een prooi en kan sterven als de pad wordt opgegeten.
De eieren worden afgezet in een speciaal gegraven nestkamer. De ongeveer negen eieren worden op een bed van bladeren gelegd. De jongen komen na drie tot zes maanden uit, afhankelijk van de temperatuur.
Mertens watervaraan bereikt waarschijnlijk drie tot vier jaar de volwassenheid. In het wild wordt de hagedis ongeveer tien tot twaalf jaar oud.